# 326 (tal)
326 är det naturliga talet som följer 325 och som följs av 327.

## Inom vetenskapen
- 326 Tamara, en asteroid.

## Inom matematiken
- 326 är ett jämnt tal
- 326 är ett sammansatt tal
- 326 är ett defekt tal